# 普拉斯维尔 (厄尔-卢瓦尔省)
普拉斯维尔（法語：Prasville）是法国厄尔-卢瓦尔省的一个市镇，属于沙尔特雷区（Chartres）沃韦县（Voves）。该市镇总面积16.26平方公里，2009年时的人口为370人。

## 人口
普拉斯维尔人口变化图示